# Heruler

Europa cirka 125 e.Kr. med germanska stammar markerade.

Heruler (lat. Heruli l. Eruli) är ett namn på germanska folkgrupper som uppträdde från mitten av 200-talet e.Kr. till mitten av 500-talet, på 300-talet ofta som romerska hjälptrupper. Sambandet mellan olika grupper av heruler är dunkelt och omtvistat.

## Historik
Troligen hade herulerna vissa band till södra Skandinavien: Enligt Jordanes hade de fördrivits från sina hem av danerna innan de deltog i folkvandringarna på kontinenten. Den grekiske historikern Prokopios, som berättade om dem, hävdade att dessa heruler efter sitt nederlag splittrades i två grupper: en som bosatte sig i Illyricum och en som vandrade genom danernas land och sedan bosatte sig i Thule på andra sidan havet, i närheten av en folkrik stam som kallades för Gautoi, vilket bara kan tolkas som götarna. Runt 250 e.Kr. dök enligt Jordanes en grupp upp runt den nordöstliga bukten Azovska sjön. Vid Svarta havet härjade de till en början även till havs tillsammans med goter, till dess att stammarna började bli oense. Herulerna besegrades av den östgotiske kungen Ermanarik och inordnades i hans stora rike i nuvarande Sydryssland.
Herulerna omnämns som plundrare i Gallien, Spanien, på Balkan (Aten, Sparta m.fl.) och möjligen vid Svarta havet (helouroi). I samband med goternas angrepp på romarna vid Svarta havet vid mitten av 200-talet e.Kr. nämns de som den folkstam som stod för de största räderna till sjöss och försökte erövra Byzantion (som senare blev Konstantinopel). "Dessa anfall räknade ofta så många fartyg att de mer kunde betraktas som flytande kungariken än som sjörövareskader" enligt en samtida betraktare. De besegrades dock andra gången de kom till Aten, och en stor del av herulerna stupade eller blev tillfångatagna. År 268 e.Kr. kom de tillbaka tillsammans med goter och flera andra stammar, men besegrades på nytt av kejsar Claudius II Gothicus i slaget vid Naissus (i Serbien) där tiotusentals germaner lär ha stupat.
I början av 300-talet e.Kr. nämns herulerna som ett av de folk som översvämmar Gallien efter kejsar Diocletianus död. När hunnerna stormade fram mot Svarta havet och Balkan invaderades romarriket av germaner, och herulerna deltog tillsammans med goterna i slaget vid Adrianopel år 378, där romarna led ett stort nederlag.
Herulerna tycks en tid ha uppehållit sig i nuvarande östra Tjeckien och Slovakien och senare i Pannonien (Ungern). Många gick i tjänst hos Odovakar i Italien, den härskare som 476–493 styrde Italien. Odovakar har också kallats Rex Herulorum, "herulernas kung". Odovakar utmanades och besegrades av östgoterna under Teoderik den store. Teoderik höll sig väl med herulerna, och den heruliske ledaren Rodulf förärades både stridshäst och rustning av Teoderik. Denna grupp heruler blev på 470-talet en regional stormakt, men de besegrades ca 510 av langobarderna var sedan av sekundär betydelse tills de assimilerades av andra folk. Den grekiske historieskrivaren Prokopios har beskrivit hur en del av herulerna återvandrade till Skandinavien: De ska ha vandrat genom ödsliga trakter upp till danerna, fick tåga genom danernas land, och begav sig till "Thule", där de ska ha slagit sig ner bland "gauterna", som oftast tolkas som göterna.

## Teorier om herulerna i Sverige
Vissa forskare har velat placera de till Skandinavien nyanlända herulerna i Blekinge och Värend, men detta baseras på en rad lösa antaganden. Detta har medfört att begreppet heruler används inom svenska flottan som skämtsam benämning för Blekingebor. Mats G. Larsson anser det troligare att det var till Sveriges västkust de kom. Det finns vissa indicier som stödjer detta, bland annat den stora koncentrationen fornborgar i området, och det faktum att man funnit brakteater i området närmast kusten men inte i västgötarnas kärnområden. Uppgifterna om herulernas nya bosättningsplats är dock så vaga och det arkeologiska materialet tillåter så många tolkningar att det inte kan bli fråga om något annat än spekulationer.
I Sösdala och några andra skånska orter har det gjorts fynd från folkvandringstiden, primärt förnämlig hästutrustning, som har en dekor som kallas "Sösdala-stilen". Fynden i Sösdala kan kopplas till en kult där hästen spelat en roll som totemdjur. Fynd som liknar de skånska har även gjorts i Öst- och Mellaneuropa och då ställts i samband med östeuropeiska ryttarfolk, primärt hunnerna. Sösdalafynden kan ha förts till Norden av en grupp människor som varit influerad och/eller beroende av hunnerna. Detta har kopplats till herulerna, men osäkerheten kring dessa slutsatser är stor.